# Сан Джорджо ин Боско
Сан Джо̀рджо ин Бо̀ско (на италиански: San Giorgio in Bosco; на венециански: San Dordi, Сан Дорди) е градче и община в Северна Италия, провинция Падуа, регион Венето. Разположено е на 29 m надморска височина. Населението на общината е 6281 души (към 2014 г.).